# Serj Tankian
Serj Adam Tankian, orm. Սերժ Թանգյան (ur. 21 sierpnia 1967 w Bejrucie w Libanie) – amerykański muzyk, instrumentalista i wokalista pochodzenia ormiańskiego. Członek grupy muzycznej System of a Down.
W 2006 roku piosenkarz został sklasyfikowany na 26. miejscu listy 100 najlepszych wokalistów metalowych wszech czasów według Hit Parader. Z kolei w 2009 roku został sklasyfikowany na 20. miejscu listy 50 najlepszych heavymetalowych frontmanów wszech czasów według Roadrunner Records.

## Życiorys
W wieku pięciu lat przeniósł się wraz z rodzicami i z młodszym bratem do Los Angeles. Jest z pochodzenia Ormianinem, tak samo jak pozostali członkowie zespołu. Uczęszczał do ormiańskiej szkoły Rose and Alex Pilibos. Po ukończeniu college’u założył własną firmę produkującą oprogramowanie komputerowe – Ultimate Solutions.
Muzykę pop odkrył za sprawą Saturday Night Fever Bee Gees. Dopiero później zaczął interesować się starszą muzyką. Potem usłyszał Faith No More, który zaprowadził go do fascynacji metalowymi zespołami, jak Slayer czy Metallica. Wreszcie przerzucił się na muzykę rocka gotyckiego m.in. The Cure i The Sisters of Mercy.
Na początku lat 90. grał na keyboardzie w zespole, który dzielił salę prób z zespołem, w którym grał Daron Malakian. Obydwaj chodzili do Rose and Alex Pilibos, ale znali się tylko ze słyszenia. Szybko zauważyli, że mają ze sobą dużo wspólnego i razem założyli zespół o nazwie „Soil” który później zmienił nazwę na System of a Down. Serj jest współzałożycielem, twórcą tekstów zespołu i jego wokalistą. Gra w nim także na keyboardzie, na koncertach w niektórych piosenkach gra również na gitarze elektrycznej i akustycznej.

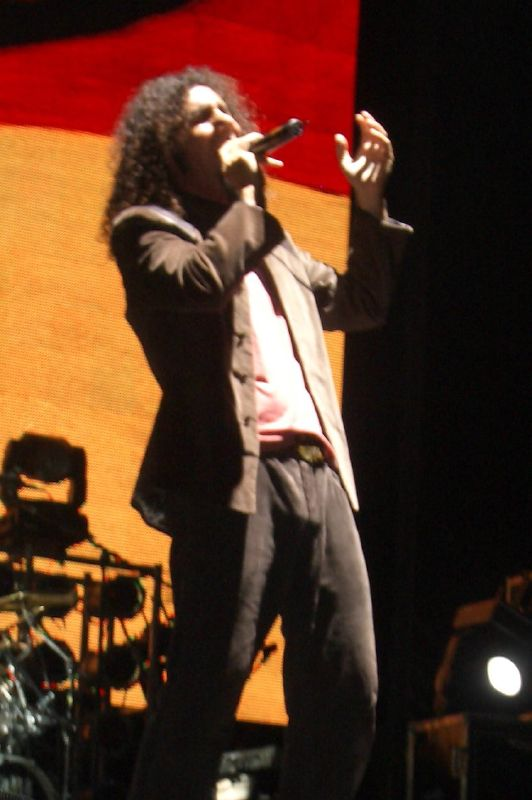
Serj Tankian w 2005

Założył własną wytwórnię płytową Serjical Strike Recording. Nagrał w niej płytę Serart wraz z Arto Tunçboyacıyanem. Wydał także swój tomik poetycki pt. Cool Gardens. Zagrał gościnnie w piosence i teledysku We are One gitarzysty Bucketheada. Nagrał partie wokalne na płycie Enter the Chicken (2005) tegoż amerykańskiego muzyka. Udzielał się wokalnie również w projektach innych muzyków. Wraz z Tomem Morello z grup Audioslave i Rage Against the Machine założył organizację Axis of Justice działającą na rzecz pokoju, praw człowieka i sprawiedliwości społecznej.
23 października 2007 ukazała się pierwsza płyta solowa artysty, Elect the Dead.
1 listopada 2007 roku uczestniczył w rozdaniu nagród MTV Europe Music Awards 2007 w Monachium, przyznając nagrodę w kategorii „ROCK OUT” zespołowi 30 Seconds to Mars.
11 kwietnia 2008 roku Serj Tankian zagrał koncert w warszawskim klubie Stodoła, podczas którego wyraził podziw dla „Solidarności” oraz polskiej walki o wyzwolenie się spod wpływów sowieckich. Nawiązał przy tym do podobnych losów jego rodzinnej Armenii. Zaraz potem mocno skrytykował politykę amerykańskiego prezydenta George’a W. Busha, nazywając go „hipokrytą”. Dodał też, że koncert w Polsce był najlepszym na trasie. 9 marca 2010 wydał nową płytę Elect the Dead Symphony. Płyta ta zawiera większość piosenek z Elect the Dead. Płyta nagrana została w Nowej Zelandii, gdzie zagrał koncert z orkiestrą symfoniczną. Płyta wyszła na CD i CD+DVD oraz na dwóch płytach winylowych (2LP).
Kolejna płyta ukazała się 21 września 2010 roku i nosi tytuł Imperfect Harmonies. „Imperfect Harmonies” to połączenie dobrze znanej rockowej dynamiki, z orkiestrowym rozmachem i – to nowość – brzmieniami elektronicznymi. Szaloną stylistyczną mieszankę spaja talent do pięknych melodii i wyjątkowy, zdradzający etniczne wpływy, głos wokalisty. Oprócz piosenek po angielsku, znalazł się tu zresztą utwór zaśpiewany w języku ormiańskim...
20 czerwca w amfiteatrze w parku Sowińskiego w Warszawie odbył się koncert promujący Elect the Dead Symphony, na którym Serj zaśpiewał wraz z orkiestrą Polskiego Radia. Przed wykonaniem utworu Elect The Dead zapytał fanów o wybory oraz przy okazji wykonał nowy utwór „Peace Be Revenged” z Imperfect Harmonies. 12 lipca wydał singiel z Imperfect Harmonies, Left of Center. 24 sierpnia 2010 r. zaprezentował oficjalny teledysk do Left of Center. 25 lutego 2011 roku miała miejsce premiera musicalu artysty, Prometheus Bound. Spektakl został wystawiony w American Repertory Theater w Cambridge. Ponadto wokalista kończy prace nad „klasyczną jazzową symfonią”, która powinna ujrzeć światło dzienne w 2011 roku. 22 marca 2011 roku twórca opublikował drugi tomik poezji, zatytułowany Glaring Through Oblivion.
10 lipca 2012 roku wydana została kolejna płyta pt. Harakiri, która zadebiutowała na 29. miejscu zestawienia Billboard 200. Artysta zapowiedział wydanie trzech studyjnych albumów. Pierwszy z nich – Orca – ukazał się w wersji fizycznej w czerwcu 2013. Został on jednak poszerzony o utwory z płyty w wersjach na żywo. W przeciwieństwie do poprzednich studyjnych wydawnictw Serja, na Orca znalazły się piosenki nagrane z orkiestrą, w stylu klasycznym. Wówczas Tankian poinformował o pracach nad dwoma kolejnymi krążkami, ujawniając również tytuły i garść informacji na ich temat. Na Jazz-Iz-Christ znalazło się miejsce dla 13 utworów będących mieszanką tradycyjnego jazzu, muzyki elektronicznej i bardziej nowoczesnego jazzu. Natomiast nad tworzeniem płyty Funktronic oprócz samego artysty czuwał Jimmy Urine. Wokalista powiedział, że płyta jest „koncepcyjnym brytyjskim filmem gangsterskim bez filmu”
Na albumie znalazło się 12 elektronicznych utworów z czego aż 4 instrumentalne.
Na początku 2013 roku muzyk wystąpił gościnnie w utworze „Out of Line” amerykańskiego zespołu heavymetalowego Device, którego liderem jest David Draiman z grupy Disturbed.
25 czerwca 2013 roku ukazał się czwarty album Orca Symphony No. 1, zawierający zupełnie nowe, symfoniczne kompozycje. Nagrania zarejestrowano w austriackim Linzu. Wydawnictwo zostało sfinansowane przez fanów za pośrednictwem serwisu Kickstarter. 23 lipca tego samego roku miała miejsce premiera piątej płyty artysty, Jazz-iz Christ, stanowiącej mieszankę tradycyjnego i nowoczesnego jazzu oraz muzyki elektronicznej.

## Życie prywatne
Serj Tankian od dłuższego czasu związany jest ze swoją partnerką, Angelą Madatyan. Para wzięła ślub 10 czerwca 2012 roku w Kalifornii. Od 2007 roku muzyk posiada obywatelstwo Nowej Zelandii. Jest rzecznikiem ochrony środowiska i zwierząt, czego dowody daje w pisanych przez siebie słowach piosenek (np. na albumie Toxicity), a także wegetarianinem.

## Dyskografia

### Albumy studyjne
| Elect the Dead              | - Data: 22 października 2007 - Wydawca: Serjical Strike | 4  | 5  | 23 | 11 | 10 | 55  |
| Imperfect Harmonies         | - Data: 21 września 2010 - Wydawca: Serjical Strike     | 35 | 13 | 29 | 12 | 18 | 155 |
| Harakiri                    | - Data: 10 lipca 2012 - Wydawca: Serjical Strike        | 29 | 10 | 37 | 13 | 12 | 84  |
| Orca Symphony No. 1         | - Data: 25 czerwca 2013 - Wydawca: Serjical Strike      | –  | –  | –  | –  | –  | –   |
| Jazz-iz Christ              | - Data: 23 lipca 2013 - Wydawca: Serjical Strike        | –  | –  | –  | –  | –  | –   |
| „–” album nie był notowany. |                                                         |    |    |    |    |    |     |

### Albumy koncertowe
| Tytuł                   | Dane dot. albumu                                | Pozycja na liście | Pozycja na liście | Pozycja na liście |
| Tytuł                   | Dane dot. albumu                                | AUT               | FRA               | CHE               |
| ----------------------- | ----------------------------------------------- | ----------------- | ----------------- | ----------------- |
| Elect the Dead Symphony | - Data: 9 marca 2010 - Wydawca: Serjical Strike | 38                | 118               | 64                |

### Minialbumy
| Tytuł             | Dane dot. albumu                                |
| ----------------- | ----------------------------------------------- |
| Lie Lie Live      | - Data: 1 lipca 2008 - Wydawca: Serjical Strike |
| Imperfect Remixes | - Data: 1 marca 2010 - Wydawca: Serjical Strike |

### Single
| Serj Tankian – "Empty Walls"                                                     | 2007 | 97 | 4  | 3  | –  |
| Serj Tankian – "Sky Is Over"                                                     | 2008 | –  | 23 | 22 | –  |
| Serj Tankian – "Fears"                                                           | 2009 | –  | –  | –  | –  |
| Serj Tankian – "Left of Center"                                                  | 2010 | –  | –  | –  | –  |
| Serj Tankian – "The Charade"                                                     | 2010 | –  | –  | –  | –  |
| Serj Tankian & Shirley Manson – "The Hunger"                                     | 2011 | –  | –  | –  | –  |
| Serj Tankian – „Harakiri”                                                        | 2012 | –  | 40 | –  | –  |
| Serj Tankian – "Figure It Out"                                                   | 2012 | –  | 17 | –  | 44 |
| Serj Tankian – "Cornucopia"                                                      | 2012 | –  | –  | –  | –  |
| Revolution Harmony – "We Are" (gościnnie: Serj Tankian, Ihsahn & Devin Townsend) | 2013 | –  | –  | –  | –  |
| Pedro Meirelles, Eugene Hütz & Serj Tankian – "Hali"                             | 2014 | –  | –  | –  | –  |
| Benny Benassi – "Shooting Helicopters" (gościnnie: Serj Tankian)                 | 2014 | –  | –  | –  | –  |
| „–” singel nie był notowany.                                                     |      |    |    |    |    |

### Inne
| Album                                                     | Rok  | Uwagi                                            | Źródło |
| --------------------------------------------------------- | ---- | ------------------------------------------------ | ------ |
| Tony Iommi – Iommi                                        | 2000 | gościnnie śpiew                                  | [ 41 ] |
| (Hed) Planet Earth – Broke                                | 2000 | gościnnie śpiew                                  | [ 42 ] |
| Saul Williams – Saul Williams                             | 2004 | produkcja muzyczna, śpiew, fortepian             | [ 43 ] |
| Buckethead & Friends – Enter the Chicken                  | 2005 | muzyka, produkcja muzyczna                       | [ 44 ] |
| Slow Motion Reign – Slow Motion Reign                     | 2006 | produkcja muzyczna                               | [ 45 ] |
| Deftones – Saturday Night Wrist                           | 2006 | gościnnie śpiew                                  | [ 46 ] |
| Wyclef Jean – Carnival Vol. II... Memoirs Of An Immigrant | 2007 | gościnnie śpiew                                  | [ 47 ] |
| Khatchadour Tankian – Inchbes Moranank                    | 2009 | gitara akustyczna, produkcja muzyczna, mastering | [ 48 ] |
| Device – Device                                           | 2013 | gościnnie śpiew                                  | [ 19 ] |

## Teledyski
| Tytuł                                     | Rok  | Reżyseria                           |
| ----------------------------------------- | ---- | ----------------------------------- |
| „The Unthinking Majority”                 | 2007 | Tawd B. Dorenfeld                   |
| „Empty Walls”                             | 2007 | Tony Petrossian                     |
| „Saving Us”                               | 2007 | Kevin Estrada                       |
| „Feed Us”                                 | 2007 | Sevag Vrej                          |
| „Lie Lie Lie”                             | 2007 | Martha Colburn                      |
| „Honking Antelope”                        | 2007 | Roger Kupelian                      |
| „Elect the Dead”                          | 2007 | Gariné Torossian                    |
| „Baby”                                    | 2007 | Isaac „Eye-Sack” Flores             |
| „Sky Is Over”                             | 2007 | Tony Petrossian, Ara Soudjian       |
| „Beethoven’s Cunt”                        | 2007 | Adam Egypt Mortimer                 |
| „Money”                                   | 2007 | Ara Soudjian                        |
| „Praise the Lord and Pass the Ammunition” | 2007 | Greg Watermann                      |
| „Left of Center”                          | 2010 | Tawd B. Dorenfeld                   |
| „Reconstructive Demonstrations”           | 2011 | Roger Kupelian                      |
| „Goodbye – Gate 21"                       | 2011 | Ara Soudjian, George Tonikian       |
| „Figure It Out”                           | 2012 | Ara Soudjian                        |
| „Harakiri”                                | 2012 | Nico Sabenorio                      |
| „Occupied Tears”                          | 2012 | Eric Nazarian                       |
| „Uneducated Democracy”                    | 2012 | Narek Minasyan, Nareh Hovhannissyan |

## Filmografia
- We Sold Our Souls for Rock 'n Roll (2001, film dokumentalny, reżyseria: Penelope Spheeris)[56]